# Ravazd
Ravazd là một thị trấn thuộc hạt Győr-Moson-Sopron, Hungary. Thị trấn này có diện tích 28,54 km², dân số năm 2010 là 1187 người, mật độ 42 người/km².